# Aspidolister laticeps
Aspidolister laticeps är en skalbaggsart som beskrevs av Heinrich Bickhardt 1920. Aspidolister laticeps ingår i släktet Aspidolister och familjen stumpbaggar. Inga underarter finns listade i Catalogue of Life.